# Цымбал, Виктор Александрович
Виктор Александрович Цымбал (27 марта 1949 — 6 февраля 2023) — советский и российский актёр театра и кино. Заслуженный артист Российской Федерации (1996).

## Биография
Виктор Цымбал родился 27 марта 1949 года.
В 1971 году окончил Омскую драматическую студию. Играл на сцене Кировского ТЮЗа.
В 1988 году окончил РАТИ-ГИТИС (курс Алексея Бородина).
С 1981 года работал в Российском академическом Молодёжном театре не только в качестве актёра, но и как помощник художественного руководителя по труппе.
Скончался 6 февраля 2023 года.

## Творчество

### Роли в театре

#### Российский академический молодёжный театр
- «Тень» Е. Шварца. Режиссёр: Юрий Ерёмин — первый министр (спектакль снят с репертуара)
- 1989 — «Приключения Тома Сойера» М. Твена. Режиссёр: Д. Крэнни — Мистер Доббинс
- 2001 — «Лоренцаччо» Альфреда Де Мюссе. Режиссёр: Алексей Бородин — Филиппо Строцци
- 2002 — «Эраст Фандорин» Б. Акунина. Режиссёр: Алексей Бородин —  Пыжов
- 2003 — «Таня» А. Н. Арбузова. Режиссёр: Александр Пономарёв — Старик-еврей
- 2005 — «Инь и Ян. Белая версия» / «Инь и Ян. Чёрная версия». Режиссёр: Алексей Бородин — Казимир Борецкий
- 2006 — «Самоубийца» Н. Эрдмана. Режиссёр: Вениамин Смехов — Виктор Викторович
- 2007 — «Берег утопии» Т. Стоппарда. 1 часть. Путешествие. Режиссёр: Алексей Бородин — Александр Бакунин
- «Берег утопии». 2 часть. Кораблекрушение. Режиссёр: Алексей Бородин — Леонтий Баев, российский консул в Ницце
- «Берег утопии». 3 часть. Выброшенные на берег. Режиссёр: Алексей Бородин — Арнольд Руге, немец в изгнании
- 2008 — «Красное и Чёрное» Стендаля. Режиссёр: Юрий Ерёмин — г-н Реналь, мэр
- 2009 — «Приключения капитана Врунгеля». Режиссёр: Борис Гранатов — Банкир Крауф
- 2010 — «Чехов-GALA» по одноактным пьесам А. П. Чехова. Режиссёр: Алексей Бородин — Хирин

### Роли в кино
- 1986 — Борис Годунов —  боярин
- 1994 — Серп и молот — начальник «шарашки»
- 2001 — Линия защиты — бизнесмен
- 2006 — Зона — Некто
- 2007 — Завещание Ленина — Караев, главный инженер
- 2009 — Гоголь. Ближайший — Макарий Оптинский

### Компьютерные игры
- 2002 — Warcraft III: Reign of Chaos — Иллидан, герой Охотник на Демонов, Посол, Ястреб
- 2002 — Arx Fatalis — огр, охотник, эльф, кентавр, варвар
- 2004 — Rome: Total War — войска древнего Рима
- 2006 — The Elder Scrolls IV: Oblivion — основатель гильдии Воров, вор по кличке "Лис" и другие мужские роли
- 2006 — Medieval II: Total War — рыцари Англии, лучники, арбалетчики и другие

## Награды и звания
- Орден Дружбы (28 октября 2019 года) — за большой вклад в развитие отечественной культуры и искусства, многолетнюю плодотворную деятельность[3].
- Заслуженный артист Российской Федерации (9 апреля 1996 года) — за заслуги в области искусства[1].